# Lou Andreas-Salomé

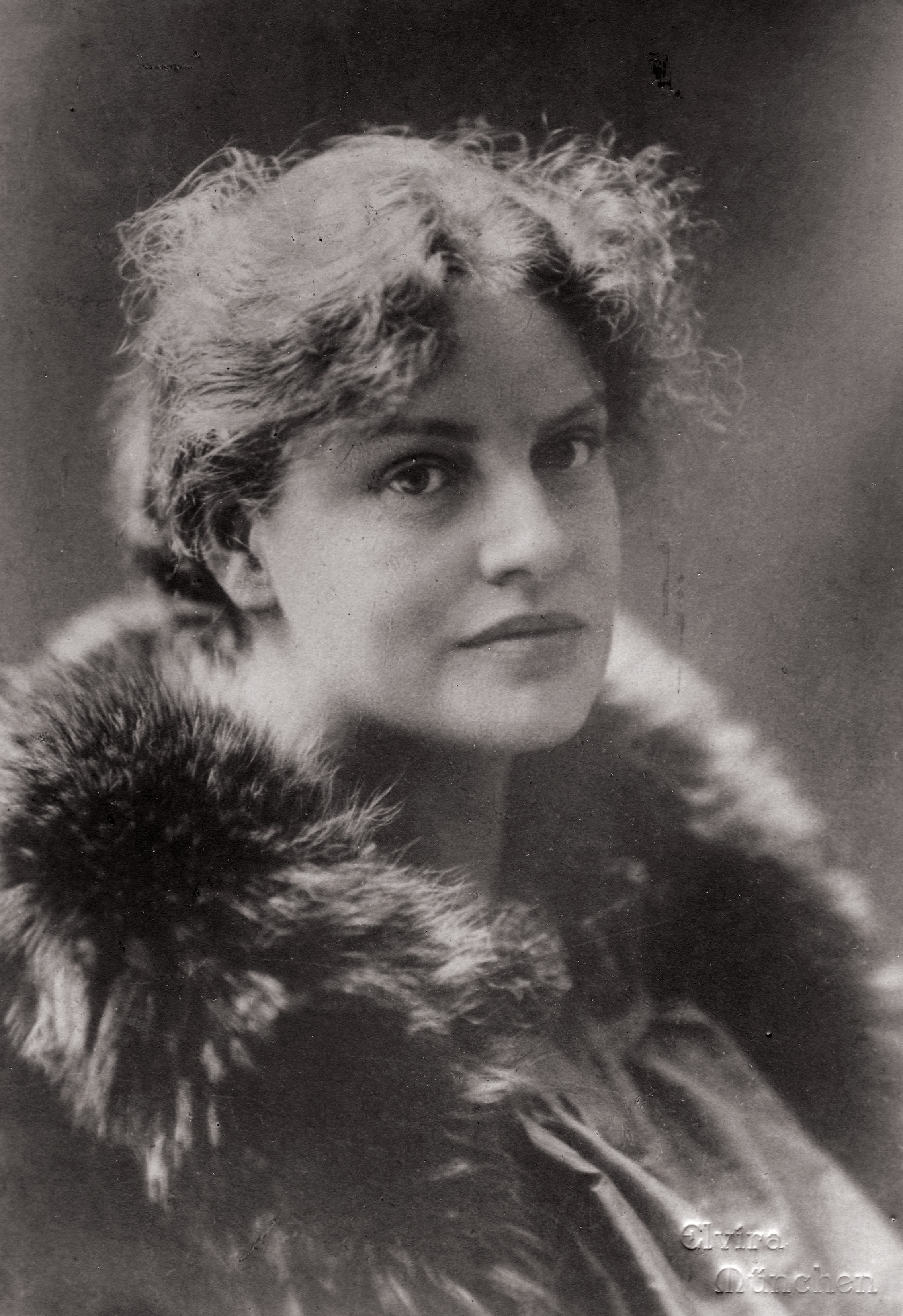
Lou Andreas-Salomé (1897)

Lou Andreas-Salomé, geborene Louise von Salomé, gelegentliches Pseudonym Henri Lou, in jungen Jahren auch Lolja von Salomé genannt (* 12. Februar 1861 in St. Petersburg; † 5. Februar 1937 in Göttingen), war eine weitgereiste Schriftstellerin, Erzählerin, Essayistin und Psychoanalytikerin aus russisch-deutscher Familie. Bekanntheit erlangte sie durch ihr literarisches Schaffen im Bereich der Religion, Philosophie und Kulturwissenschaft.

## Leben
Louise von Salomés Vater Gustav Ludwig von Salomé (1807–1878) stammte von südfranzösischen Hugenotten ab und kam 1810 als Kind mit seiner Familie nach St. Petersburg. Eine militärische Karriere führte ihn bis in den Generalstab der russischen Armee. 1831 wurde er von Zar Nikolaus I. in den Adelsstand erhoben. Die Mutter Louise, geb. Wilm (1823–1913) war norddeutsch-dänischer Herkunft. Die beiden heirateten 1844, ihre Tochter Louise von Salomé kam als jüngstes von sechs Kindern und einziges Mädchen am 12. Februar 1861 in St. Petersburg zur Welt. Sie wuchs als Liebling des Vaters in einer wohlhabenden, kulturell vielseitig interessierten Familie auf, in der drei Sprachen gesprochen wurden: Deutsch, Französisch und Russisch. In der glücklichen und anregenden Kindheit sehen Biographen die Grundlage für ihre gleichbleibend starke intellektuelle Neugier, für ihre innere Sicherheit und Unabhängigkeit, auch für ihre Souveränität im Umgang mit mehr oder weniger bedeutenden Männern. Kurz vor ihrem Tod beschrieb sie ihr Lebensgefühl: „Es mag mir geschehen, was will – ich verliere nie die Gewissheit, dass hinter mir Arme geöffnet sind, um mich aufzunehmen.“

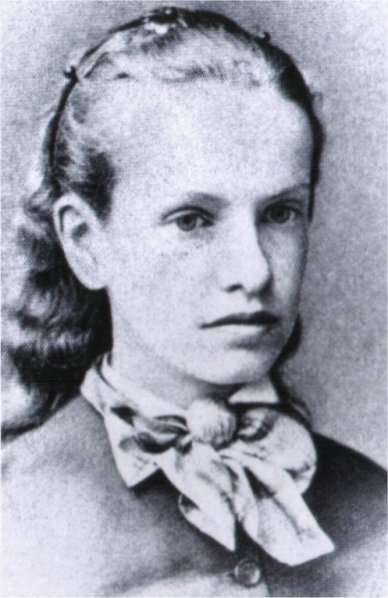
Lou von Salomé im Alter von 16 Jahren

Einige Aufregung und Spannungen innerhalb ihrer streng protestantischen Familie verursachte Louise, als sie die Konfirmation durch Hermann Dalton, den orthodox protestantischen Pastor der zuständigen reformierten Gemeinde, verweigerte und im Jahr 1877 aus der Kirche austrat. Ein Jahr später starb Louises Vater, den sie als Kind sehr verehrt hatte. Als Achtzehnjährige lernte Louise über eine Cousine den niederländischen Pastor Hendrik Gillot kennen, bei dem sie – zunächst ohne Erlaubnis der Mutter – Unterricht in Philosophie, Literatur und Religion nahm. Gillot, der als „brillante[r] und kultivierte[r] Dandy“ galt, gab seiner Schülerin den Namen „Lou“, den sie zeitlebens behielt. In den Lektionen, deren Inhalt Salomé in ihren Notizbüchern festhielt, wurden neben Religionsgeschichte und Religionsphänomenologie auch Dogmatismus, messianische Vorstellungen im Alten Testament und der Glaubenssatz von der Dreifaltigkeit behandelt. Auch Logik, Metaphysik und Erkenntnistheorie sowie die Grundsätze bekannter Philosophen zählten zu Salomés Stundenplan. Außerdem sind Gespräche über das französische Theater vor Corneille und die klassische französische Literatur überliefert.
Im Jahr 1879 reiste Lou von Salomé mit ihrem Lehrer in die Niederlande, um sich dort von ihm konfirmieren zu lassen. Auf die Reise folgte ein Heiratsantrag von Gillot, der seine damalige Ehefrau verlassen wollte, mit der er bereits zwei Kinder in Louises Alter hatte. Lou lehnte ab und verzichtete ab diesem Zeitpunkt auf direkten Kontakt zu Gillot.
Im Herbst 1880 zog Lou von Salomé zusammen mit ihrer Mutter nach Zürich, wo sie bis 1881 als (nicht offiziell eingeschriebene) Gasthörerin Vorlesungen an der Universität Zürich besuchte, die als eine von wenigen Hochschulen jener Zeit auch Frauen zum Studium zuließ. Sie belegte Vorlesungen in Philosophie (Logik, Geschichte der Philosophie, Antike Philosophie und Psychologie) und Theologie (Dogmatik). Ein Lungenleiden zwang sie zur Unterbrechung des Studiums. Man empfahl ihr zur Heilung ein wärmeres Klima. Im Februar 1882 trafen Mutter und Tochter in Rom ein.

### Paul Rée und Friedrich Nietzsche

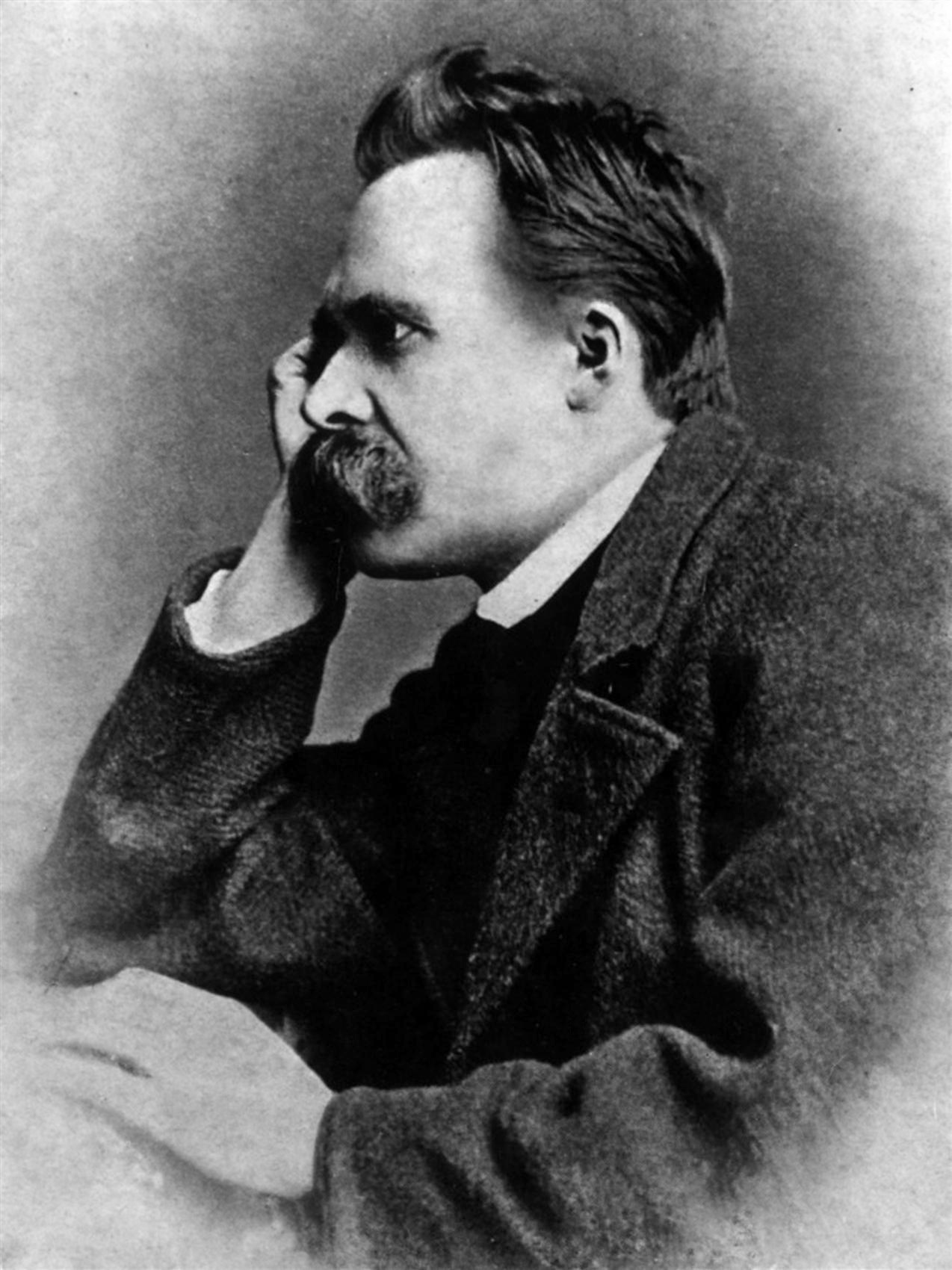
Friedrich Nietzsche 1882, Fotografie von Gustav Adolf Schultze

Ein Empfehlungsschreiben verschaffte Lou von Salomé Zugang zum Bekanntenkreis der Schriftstellerin, Pazifistin und Frauenrechtlerin Malwida von Meysenbug, die einst wegen ihrer offenen Sympathien für die Revolutionäre von 1848 aus Berlin ausgewiesen worden war und inzwischen in Rom einen Zirkel von Künstlern und Intellektuellen in der Tradition der Berliner Salons etabliert hatte. In diesem Kreis verkehrten der Philosoph Paul Rée, ein Freund Friedrich Nietzsches, und auch Nietzsche selbst. Rée verliebte sich umgehend in Lou von Salomé, hielt um ihre Hand an und wurde abgewiesen; zwischen beiden entwickelte sich aber eine enge Freundschaft. Als Nietzsche im April 1882 Rom erreichte, war er durch enthusiastische Briefe von Rée auf die Begegnung mit von Salomé vorbereitet. Auch er war von der „jungen Russin“ entzückt und machte ihr einen Heiratsantrag, ausgerechnet durch Rée als Vermittler. Auch er wurde zurückgewiesen, war aber als Freund, Lehrer und Gesprächspartner hochwillkommen.
Sie hatte stattdessen das Wunschbild einer intensiven Arbeitsgemeinschaft (der von ihr so genannten „Dreieinigkeit“) mit Nietzsche, Rée und sich selbst entworfen. In ihrer Vorstellung würden alle drei in Wien oder Paris freundschaftlich zusammenleben, studieren, schreiben und diskutieren. Diese Idealvorstellung, die sie zu dritt eifrig besprachen, ließ sich nicht verwirklichen. Sie scheiterte letztlich an der Eifersucht der beiden Männer, denn diese wollten sich nicht auf die ihnen zugedachten Rollen festlegen lassen. Andererseits hatte Nietzsche selbst mehrfach die Befürchtung geäußert, dass jede wirklich enge, dauerhafte Bindung ihn an der Vollendung seines Lebenswerkes hindern könnte. Die Freundschaft zwischen von Salomé und Paul Rée war relativ unkompliziert, dabei enger und vertrauter als die zu Nietzsche. Beide duzten sich, schickten sich Tagebuchblätter zu und berieten sich über den jeweiligen Stand der Dinge im Verhältnis zu Nietzsche, worüber dieser nicht im Bilde war.

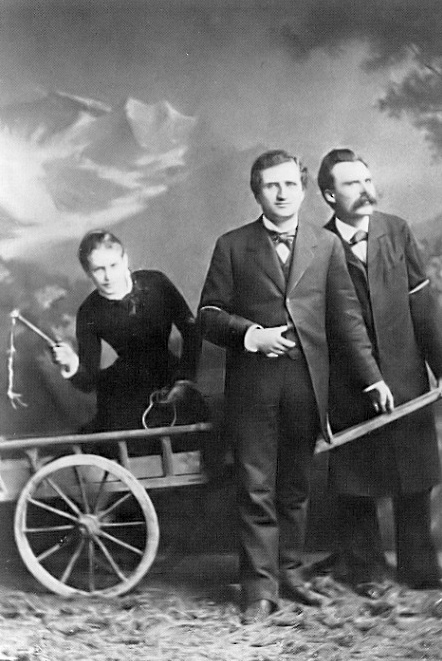
Lou Salomé mit Paul Rée und Friedrich Nietzsche 1882, Fotografie von Jules Bonnet

Nietzsches Situation wurde zunehmend unbefriedigender. Anfang Mai 1882 hatte er allein mit von Salomé einen langen Ausflug am Sacro Monte di Orta in Oberitalien gemacht – seither Anlass für Mutmaßungen darüber, wie nahe sich die beiden dabei gekommen waren. Mitte Mai folgte dann in Luzern ein neuer Heiratsantrag, der wieder abgewiesen wurde. Hier entstand das bekannte Foto, von Nietzsche selbst in allen Einzelheiten arrangiert, auf dem von Salomé ihn und Rée vor ihren Karren spannt.
Wenig später begann Nietzsches Schwester Elisabeth, sich in die Angelegenheiten ihres Bruders einzumischen. Sie berichtete ihm von dem angeblich „leichtfertigen“ und „skandalösen“ Verhalten seiner Freundin während der Festspiele in Bayreuth und unterrichtete auch ihre Mutter über die aus ihrer Sicht moralisch bedenkliche Affäre. Nietzsche war empört über die Einmischung seiner Familie, litt aber auch unter den Details, die ihm zugetragen worden waren. Den Sommer 1882 verbrachten Nietzsche und von Salomé philosophierend in Tautenburg. Die Beziehung der beiden wurde von manchen Zeitgenossen kritisch gesehen, so etwa von dem in Tautenburg ansässigen Pfarrer Hermann Otto Stölten.
Nietzsches Beziehung zu Lou von Salomé endete schließlich nach einer letzten Begegnung mit ihr und Rée im Herbst 1882 in Leipzig, von wo von Salomé abreiste, ohne sich von ihm zu verabschieden. Danach änderten sich Nietzsches Einstellung und Verhalten beiden gegenüber. In einem Briefentwurf vom Dezember 1882 äußerte er Verzweiflung und Selbstmitleid: „An jedem Morgen verzweifle ich, wie ich den Tag überdaure … Heute Abend werde ich so viel Opium nehmen, dass ich die Vernunft verliere: Wo ist noch ein M(ensch) den man verehren könnte! Aber ich kenne Euch alle durch und durch.“ In unbeherrschter Eifersucht machte er Rée und von Salomé schwere Vorwürfe und verstieg sich zu wilden Beschimpfungen und Beleidigungen auch gegenüber Dritten. Danach sah man sich nie wieder.
Später bedauerte Nietzsche in einem Brief an seine Schwester sein Verhalten – und zwar sowohl in Hinblick auf die verlorene Freundschaft als auch aus grundsätzlichen Erwägungen: „Nein, ich bin nicht gemacht zu Feindschaft und Hass: und seit diese Sache so weit fortgeschritten ist, dass eine Versöhnung mit jenen beiden nicht mehr möglich ist, weiß ich nicht mehr, wie leben; ich denke fortwährend dran. Es ist unverträglich mit meiner ganzen Philosophie und Denkweise …“ Im Januar 1883 schrieb er in Rapallo den ersten Teil des Zarathustra, überwand so seine akute Krise und hatte sich, wie er anmerkte, „einen schweren Stein von der Seele gewälzt“. Aus den Kapiteln, die sich auf das Wesen der Frauen beziehen, kann man Spuren seiner Erfahrungen mit von Salomé herauslesen, zugleich aber auch Abschluss und Bewältigung dieser Episode seines Lebens. Er blieb bis zu seinem Lebensende allein; nach seinem völligen geistigen Zusammenbruch im Januar 1889 wurde er von Mutter und Schwester gepflegt, bis er am 25. August 1900 starb. In ihrem Buch „Nietzsche in seinen Werken“ von 1894 versuchte von Salomé, auf der Grundlage ihrer genauen Textkenntnis und ihrer persönlichen Erfahrungen mit dem schwierigen Freund, den „Denker durch den Menschen zu erläutern“. Anna Freud sprach später davon, Lou Andreas-Salomé habe mit diesem Buch über Nietzsche die Psychoanalyse vorweggenommen.
Lou von Salomé und Paul Rée lebten drei Jahre lang freundschaftlich zusammen in Berlin und trennten sich 1885. Rée kam 1901 bei einer Bergwanderung ums Leben; ungeklärt blieb, ob durch einen Unfall oder durch Suizid.

### Die Ehe
Im August 1886 lernte Lou von Salomé in Berlin den Orientalisten Friedrich Carl Andreas kennen. Er war fünfzehn Jahre älter als sie und bald fest entschlossen, sie zu heiraten. Seine entschiedene Absicht unterstrich er durch einen Selbstmordversuch vor ihren Augen. Nach längeren inneren Kämpfen willigte sie 1887 in die Eheschließung ein, stellte aber Bedingungen. Die Hauptsache: Sie werde sich niemals bereitfinden, die Ehe sexuell zu vollziehen. Aus welchen Gründen Andreas dies akzeptierte, ist nicht bekannt. Falls er hoffte – wie meist vermutet wird – dass sie es damit nicht dauerhaft ernst meinen werde, sah er sich enttäuscht. In den ersten Ehejahren gab es immer wieder Eifersuchtsszenen wegen ihrer Beziehungen zu anderen Männern. Dennoch lehnte Andreas es mehrmals ab, sich scheiden zu lassen. In Berlin bewohnte das Paar nacheinander verschiedene Wohnungen, zeitweilig hatte Andreas berufliche Schwierigkeiten und nur sehr geringe Einnahmen, so dass die ebenfalls recht begrenzten Einkünfte, die seine Frau als Schriftstellerin erzielte, dringend gebraucht wurden.
Lou Andreas-Salomés Leben bestand aus einer konventionellen, bürgerlichen Hälfte mit Ehemann, hausfraulicher Pflichterfüllung und geistiger Arbeit – und einem anderen Bereich, in dem sie weder Pflichten noch engere Bindungen akzeptierte und mit gelegentlichen, inoffiziellen Liebhabern unterwegs war. Gleichzeitig warf sie ihrem Mann anfangs dessen Beziehung zu ihrer Haushälterin Marie vor. Doch kümmerte sie sich auch um das Kind aus dieser Verbindung, nachdem die Mutter früh gestorben war, und setzte es später als Haupterbin ein. Auf lange Sicht erwies sich die schwierige, widersprüchliche Ehe als unerwartet haltbar. Seit Friedrich Carl Andreas im Frühjahr 1903 auf den Lehrstuhl für Westasiatische Sprachen an der Universität Göttingen berufen worden war, lebte das Paar dort im eigenen Haus (von ihr „Loufried“ genannt, wie schon ein früherer Aufenthaltsort) – er mit der Haushälterin im Erdgeschoss, sie im Stockwerk darüber. Sie betreute, wenn sie in Göttingen war, den Garten am Haus, sie baute Gemüse an und hielt Hühner, führte aber im Wesentlichen weiterhin ein unabhängiges, reisefreudiges Leben. In ihren Tagebuchnotizen erscheint dieser Lebensabschnitt, insbesondere das Verhältnis zu ihrem Mann, wesentlich entspannter als die Zeit zuvor.

### Der Berliner Kreis
Als Lou von Salomé in Berlin mit Paul Rée zusammenwohnte, also von 1882 bis 1885, bestand ihr gemeinsamer Bekanntenkreis hauptsächlich aus Wissenschaftlern – den Freunden und Fachkollegen Rées. Von Salomé war die einzige Frau in diesem Kreis, sie genoss die Verehrung der Männer und die Teilnahme an den philosophischen und naturwissenschaftlichen Diskussionen. 1885 erschien unter dem Pseudonym Henri Lou ihr erstes Buch, der Roman Im Kampf um Gott, Thema: „Was geschieht, wenn der Mensch seinen Glauben verliert?“. Mit dem Problem musste sie sich in ihrer eigenen Jugend schon beschäftigen. Die Kritiken waren gut, das Pseudonym schnell durchschaut, der Erfolg machte sie in weiteren Kreisen der Berliner Gesellschaft bekannt.
Nach ihrer Heirat mit Friedrich Carl Andreas ergaben sich neue Kontakte, insbesondere zum sogenannten „Friedrichshagener Dichterkreis“ und zum „Freundeskreis der Freien Volksbühne“ – beide personell zu großen Teilen identisch. Um 1890 hatte sich in dem idyllischen Berliner Vorort Friedrichshagen eine lose Vereinigung von Schriftstellern und Naturliebhabern zusammengefunden, mit dem Ziel, ein zwangloses Leben zu führen sowie Dichtung und Theater im Sinne des Naturalismus zu erneuern. Bruno Wille, einer der Initiatoren, gehörte 1890 zu den Gründern der „Freien Volksbühne“, die Arbeitern den Zugang zur dramatischen Kunst ermöglichen sollte. Zu den Mitgliedern oder Sympathisanten dieser Initiativen gehörten unter anderen Wilhelm Bölsche, Otto Brahm, Richard Dehmel, Max Halbe, Knut Hamsun, Maximilian Harden, Gerhart Hauptmann, Hugo Höppener (genannt Fidus), Erich Mühsam und Frank Wedekind, vorübergehend auch August Strindberg, Hulda und Arne Garborg. Bald war Lou Andreas-Salomé mit einer Anzahl von ihnen befreundet oder gut bekannt, besonders Hauptmann und Harden waren von ihr beeindruckt. In der Zeitschrift „Freie Bühne“, die das Projekt Volksbühne begleitete, veröffentlichte auch sie Artikel und Rezensionen. In diesem Zusammenhang wuchs ihr Interesse an den Dramen von Henrik Ibsen, mit denen die Volksbühne eröffnet worden war. Sie untersuchte seine Darstellung von Eheproblemen mit der für sie selbst bedeutsamen Fragestellung: Wie muss eine Ehe beschaffen sein, um auch der Selbstverwirklichung, besonders der Frauen, Raum zu lassen? Ihr Buch Henrik Ibsens Frauengestalten von 1892 zu diesem Thema erhielt ungeteilten Beifall und festigte ihren Ruf als beachtenswerte Autorin.

### Rainer Maria Rilke

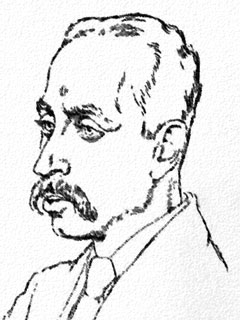
Rainer Maria Rilke, gezeichnet von Emil Orlik 1917

Rainer Maria Rilke hatte sich seit 1896 in München aufgehalten und war mit literarisch noch recht anspruchslosen Gedichten und Erzählungen einigermaßen erfolgreich. Als Lou Andreas-Salomé im Frühjahr 1897 von Berlin aus ihre Freundin Frieda von Bülow in München besuchte, wurde ihr Rilke bei Jakob Wassermann vorgestellt. Was sie zu jenem Zeitpunkt nicht wusste: Schon vorher hatte er ihr eine Reihe von anonymen Briefen mit beigefügten Gedichten zukommen lassen. Nun versicherte er ihr, wie überaus beeindruckt er von ihrem religionsphilosophischen Essay Jesus der Jude gewesen sei, in dem sie „mit der gigantischen Wucht einer heiligen Überzeugung so meisterhaft klar ausgesprochen“ habe, was er selbst in einem Gedichtzyklus ausdrücken wollte; er lief „mit ein paar Rosen in der Stadt und dem Anfang des Englischen Gartens herum …, um Ihnen die Rosen zu schenken“, las ihr aus seinen Arbeiten vor, widmete ihr ein eigenes Gedicht – wenig später hatte er mit seiner intensiven Werbung Erfolg.
Es folgten einige gemeinsame Sommermonate in der Marktgemeinde Wolfratshausen im Isartal nahe München. Sie bewohnten drei Kammern in einem Bauernhaus und nannten die Unterkunft „Loufried“. Als Lou Andreas-Salomé zurück nach Berlin ging, folgte Rilke ihr dorthin. Er war 21 Jahre alt. Andreas-Salomé, die er als mütterliche Geliebte überschwänglich verehrte, war 36. Auch sie war heftig verliebt, behielt aber, ihrem Wesen entsprechend, gleichzeitig die Beherrschung über sich und die Situation. Sie veranlasste ihn, an seinem sprachlichen Ausdruck zu arbeiten, den sie als übertrieben pathetisch empfand. Ihrem Vorschlag entsprechend änderte er seinen eigentlichen Vornamen René zu Rainer. Sie machte ihn mit dem Denken Nietzsches bekannt und lenkte sein Interesse auf ihre Heimat Russland; er lernte Russisch und begann, Turgenjew und Tolstoi im Original zu lesen. Dies alles geschah vorwiegend in der engen Berliner Wohnung des Ehepaares Andreas-Salomé. Rilke hatte sich ganz in der Nähe eingemietet, hielt sich aber meist bei Lou Andreas-Salomé auf, die in der Küche ihren Wohn- und Arbeitsraum hatte, während ihr Mann im Wohnzimmer arbeitete. Andreas-Salomé stellte bald fest, dass die innere Abhängigkeit des jungen, psychisch labilen Dichters ihr gegenüber ständig zunahm – eine unerwünschte Entwicklung. So drängte sie ihn im Frühjahr 1898 zu einer Italienreise, auf der sie ihn nicht begleitete.
In den Jahren 1899 und 1900 unternahmen sie dann gemeinsam zwei Reisen nach Russland, die erste, kürzere (25. April bis 18. Juni 1899) noch in Begleitung von Andreas. Die zweite Reise dauerte vom 7. Mai bis zum 24. August 1900 und gilt als Wendepunkt in der Beziehung zwischen Andreas-Salomé und Rilke (eine dritte Reise wurde für 1901 geplant, kam aber nicht zustande). Die Pfingstwoche verbrachten beide in Kiew. Die starken Eindrücke und Empfindungen dieser Zeit sollen ihren Niederschlag in seinem berühmten Stundenbuch gefunden haben (geschrieben von 1899 bis 1903). Sie gaben ihm aber auch Anlass zu Weinkrämpfen, zu „Angstverfassungen und körperlichen Anfällen“, wie Andreas-Salomé sich in ihrem Lebensrückblick erinnerte. Sie war erschrocken und besorgt, vermutete als Hintergrund eine ernsthafte psychische Erkrankung. Während eines Abstechers im August 1900 zum Urlaubsort ihrer Familie in Finnland beschloss sie, sich von Rilke zu trennen. Tatsächlich beendete sie die Liebesbeziehung dann erst mit einem Abschiedsbrief vom 26. Februar 1901. In der Zwischenzeit bekräftigte sie ihren Vorsatz in Tagebuchnotizen: „Was ich will vom kommenden Jahr, was ich brauche, ist fast nur Stille, – mehr Alleinsein, so wie es bis vor vier Jahren war. Das wird, muss wiederkommen“ – „Mich vor R. mit Lügen verleugnet“ – „Damit R. fortginge, ganz fort, wäre ich einer Brutalität fähig (Er muss fort!)“
Die leidenschaftliche Beziehung ging über in eine enge Freundschaft, die bis zu Rilkes Tod im Jahre 1926 anhielt. 1937 erinnerte Sigmund Freud in seinem Nachruf auf Lou Andreas-Salomé daran, „dass sie dem großen, im Leben ziemlich hilflosen Dichter Rainer Maria Rilke zugleich Muse und sorgsame Mutter gewesen war“.

### Sigmund Freud und die Psychoanalyse

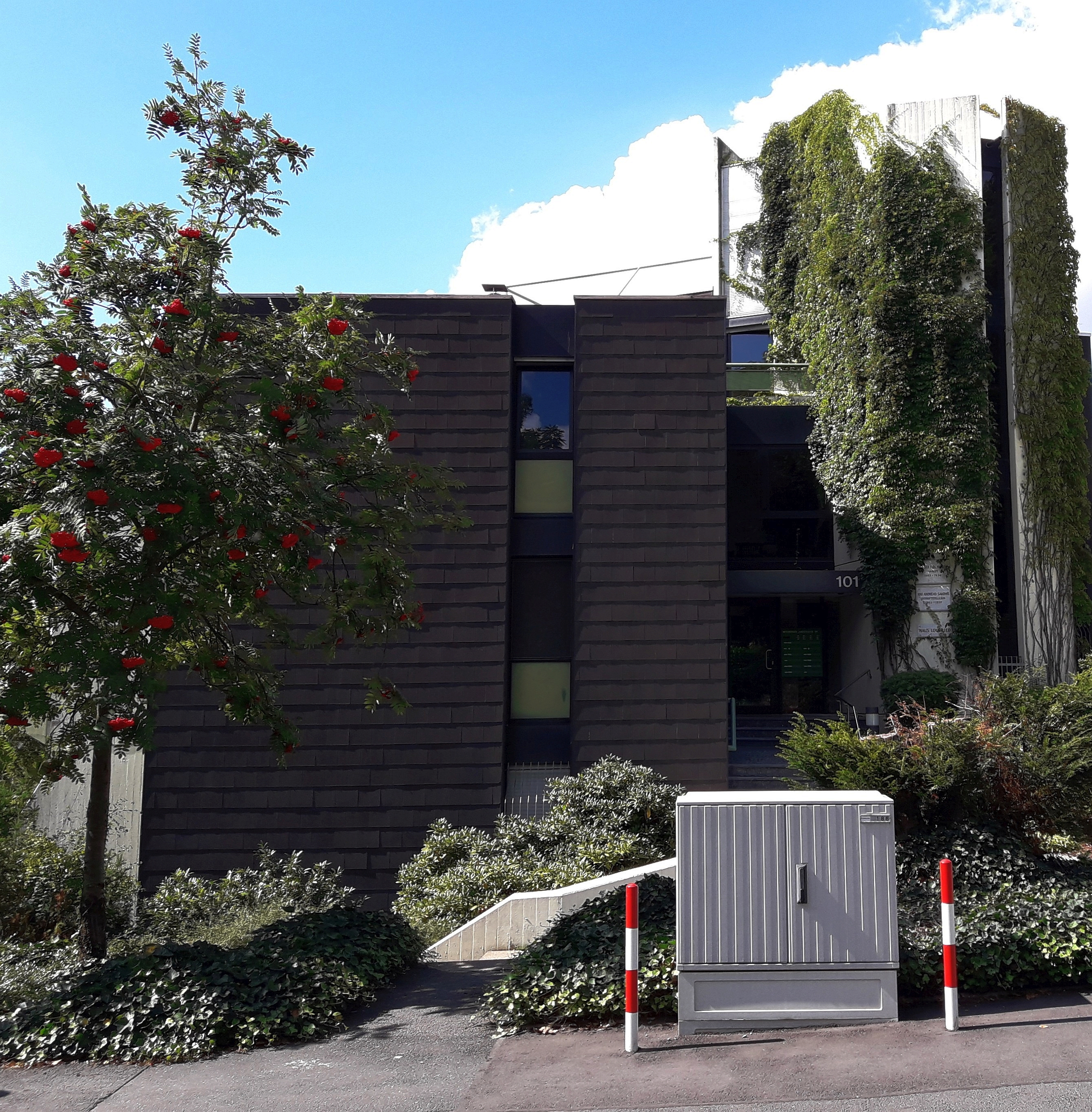
Göttingen, Neubau anstelle des ehemals an dieser Stelle stehenden und von Lou Andreas-Salomé bewohnten Hauses „Loufried“

Bei einem Aufenthalt in Schweden begann Lou Andreas-Salomé ein intensives Verhältnis mit einem 15 Jahre jüngeren Mann, dem Nervenarzt und Freudianer Poul Bjerre. Als er 1911 zum Kongress der Internationalen Psychoanalytischen Vereinigung nach Weimar fuhr, begleitete sie ihn und traf dort erstmals mit Sigmund Freud zusammen. Er wurde zur entscheidenden Bezugsperson ihrer letzten 25 Lebensjahre. Sie ahnte und hoffte, dass die neue Denkschule der Psychoanalyse – mit Freud als Vaterfigur – ihr Zugang zum Verständnis der eigenen seelischen Verfassung verschaffen könnte. Von Oktober 1912 bis April 1913 hielt sie sich in Wien auf, später folgten viele weitere Besuche. Sie hörte im Wintersemester 1912/1913 Freuds Vorlesung in der Psychiatrischen Klinik über „Einzelne Kapitel aus der Lehre von der Psychoanalyse“ und nahm an seinen „Mittwochssitzungen“ und „Samstags-Kollegs“ teil. Mit ausdrücklicher Zustimmung Freuds beteiligte sie sich aber auch an den Diskussionsabenden Alfred Adlers, der sich 1911 von der orthodoxen psychoanalytischen Schule Freuds distanziert und mit seinem Verein für Individualpsychologie eine eigene tiefenpsychologische Schule begründet hatte.
Sigmund Freud hielt sehr viel von seiner Schülerin. In einer engen, rein platonischen Beziehung wurde sie für ihn durch ihren Wissensdurst, ihre Neugier auf menschliche Verhaltensweisen und die intensive Suche nach deren Verständnis eine hochgeschätzte Diskussionspartnerin. Sogar ihre eigenwillige Ausdeutung psychoanalytischer Konzepte, denen sie eine vorwiegend poetische und literarische Form gab, akzeptierte er ohne Widerspruch. Er fand, sie sei die „Dichterin der Psychoanalyse“, während er selbst Prosa schreibe. In der „Schule bei Freud“ (so der Titel ihres postum veröffentlichten Tagebuches der Jahre 1912/1913) lernte Lou Andreas-Salomé, ihr eigenes Leben besser zu verstehen und zu beherrschen, darauf legte sie in Hinblick auf ihr fortgeschrittenes Alter besonderen Wert.
Freud riet ihr zum Beruf der Psychoanalytikerin. Sie schrieb Aufsätze für die psychoanalytische Zeitschrift Imago und war schon 1913 Gastrednerin beim Psychoanalytischen Kongress in Berlin. 1915 eröffnete sie in ihrem Göttinger Wohnhaus die erste psychoanalytische Praxis der Stadt. 1921 begann ihre Freundschaft mit Anna, einer der drei Töchter Freuds, ein Jahr später wurde sie zusammen mit Anna Freud in die Wiener Psychoanalytische Vereinigung aufgenommen. 1923 ging sie auf Bitten Sigmund Freuds für ein halbes Jahr als Lehranalytikerin nach Königsberg, fünf Ärzte absolvierten bei ihr eine Lehranalyse (die sie selbst nicht durchlaufen hatte). Zum 75. Geburtstag ihres Freundes und Lehrers am 6. Mai 1931 schrieb sie den offenen Brief Mein Dank an Freud. Der Adressat antwortete ihr: „Es ist gewiss nicht oft vorgekommen, dass ich eine psa. [psychoanalytische] Arbeit bewundert habe, anstatt sie zu kritisieren. Das muss ich diesmal tun. Es ist das Schönste, was ich von Ihnen gelesen habe, ein unfreiwilliger Beweis Ihrer Überlegenheit über uns alle.“

### Lebensende

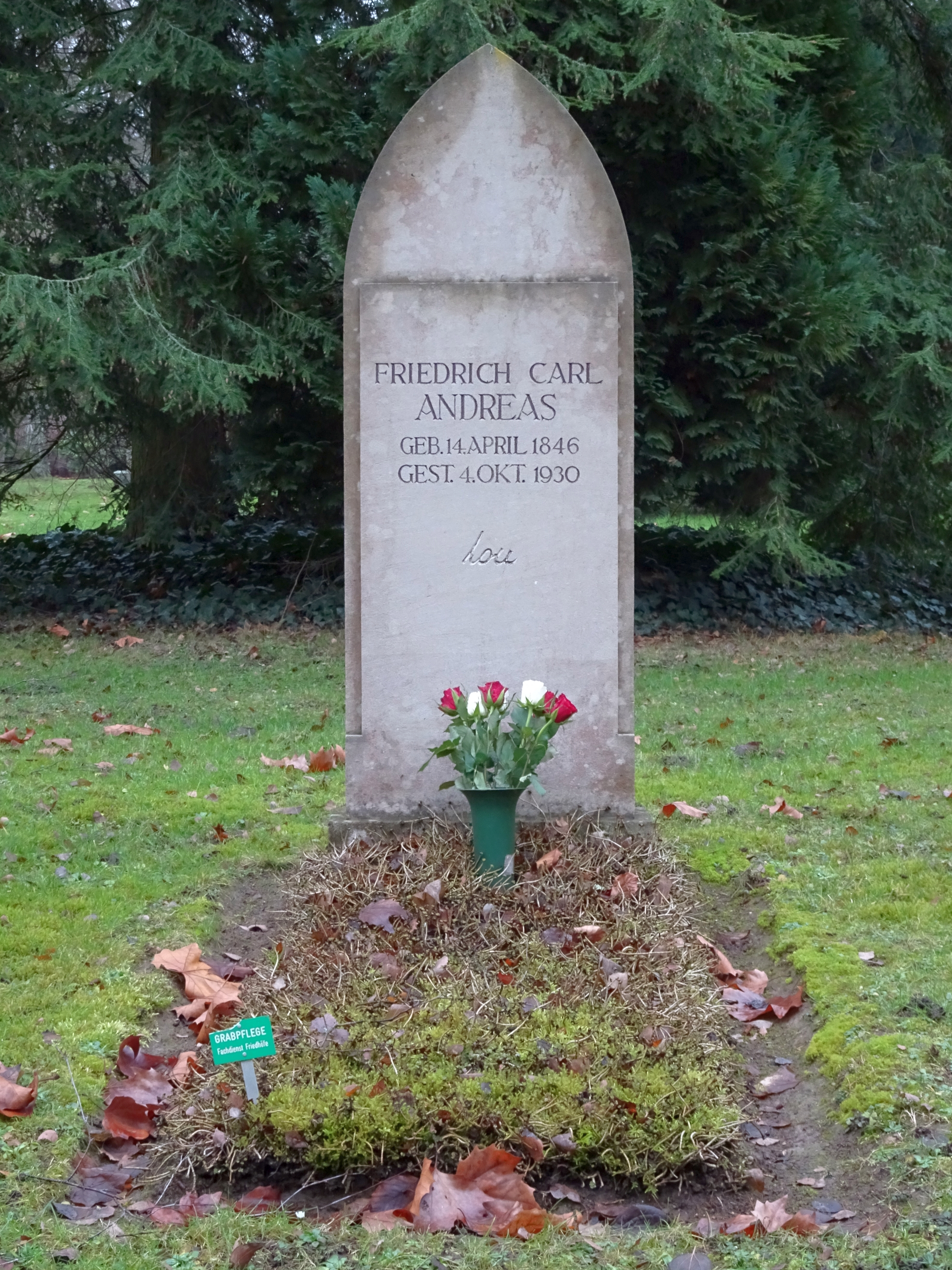
Grabstelle in Göttingen

1930 war sie wegen einer Operation am Fuß im Krankenhaus. In diesen sechs Wochen besuchte sie ihr Ehemann täglich, eine beschwerliche Situation für den alten, ebenfalls kranken Mann. Nach einer vierzigjährigen schwierigen Ehe mit lang andauernder Sprachlosigkeit waren sie sich wieder näher gekommen. Sigmund Freud begrüßte das aus der Ferne: „So dauerhaft beweist sich doch nur das Echte.“ Noch im gleichen Jahr starb Friedrich Carl Andreas an einem Krebsleiden. Vor einer Krebsoperation, der sie sich 1935 unterziehen musste, hatte Lou Andreas-Salomé ihren letzten Patienten abgegeben. Am Abend des 5. Februar 1937 starb sie im Schlaf.
Ihrem Wunsch entsprechend wurde Lou Andreas-Salomé nach ihrem Tod eingeäschert. Da die Göttinger Behörden jedoch nicht genehmigten, ihre Urne im Garten ihres Hauses zu bestatten, wurde sie schließlich im Grab ihres Mannes auf dem dortigen Stadtfriedhof (Grabfeld 68) beigesetzt.
Ein paar Tage nach ihrem Tod wurde ihre Bibliothek von der Göttinger Polizei auf Anordnung der Gestapo konfisziert und in den Keller des Rathauses gebracht. Als Begründung der Beschlagnahmung wurde angegeben, Lou Andreas-Salomé sei Psychoanalytikerin gewesen, sie habe eine „jüdische Wissenschaft“ betrieben, sie sei Mitarbeiterin von Sigmund Freud gewesen und in ihrer Bibliothek fänden sich zahlreiche Werke jüdischer Autoren.
Eine Göttinger Gedenktafel am neubebauten Grundstück ihres einstigen Wohnhauses (Herzberger Landstraße 101), seit 1987 ein „Lou-Andreas-Salomé-Weg“ und das „Lou Andreas-Salomé Institut für Psychoanalyse und Psychotherapie“ erinnern in Göttingen an die ehemalige Mitbürgerin.

## Rezeption von Leben und Werk

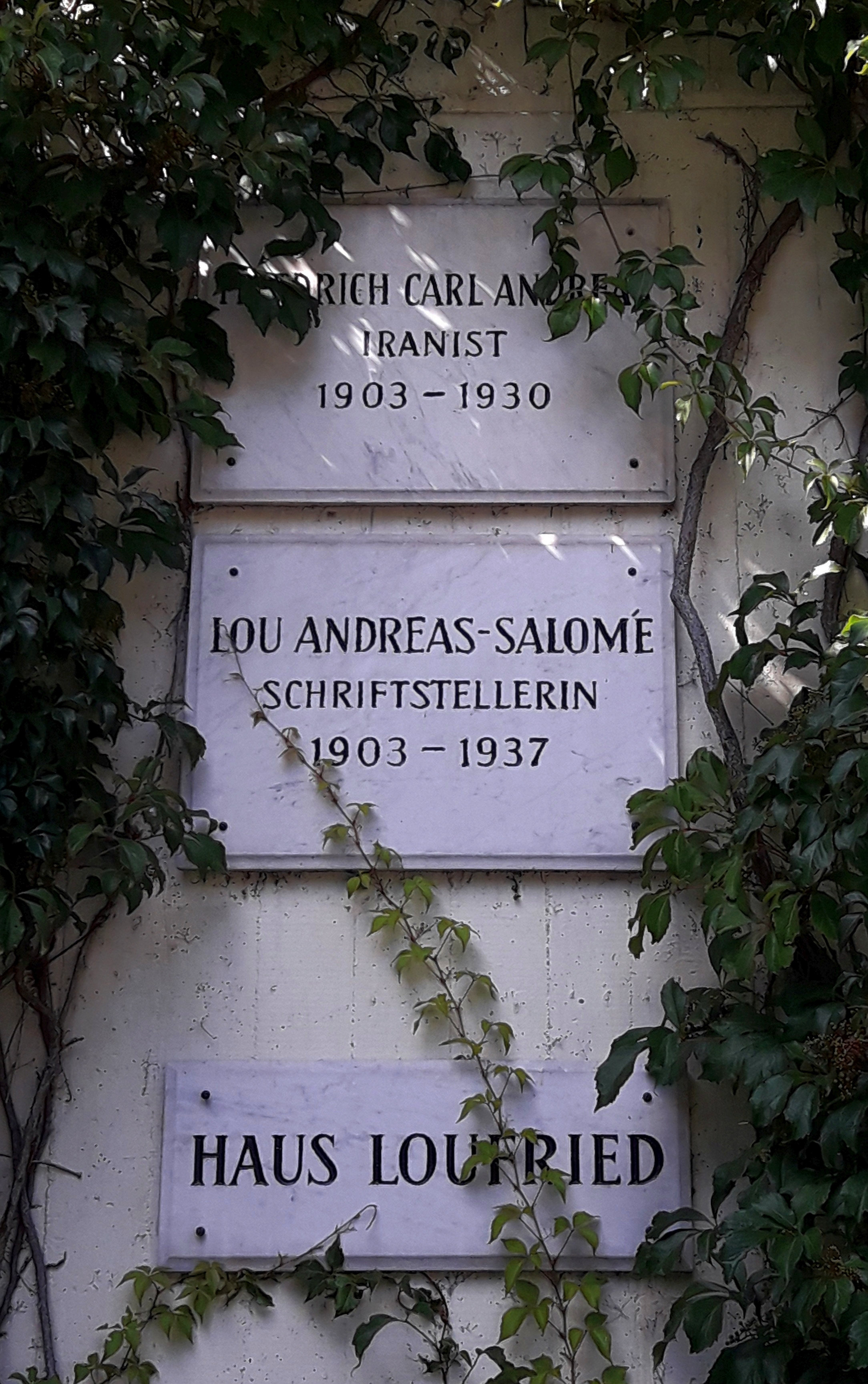
Göttinger Gedenktafeln für Friedrich Carl Andreas, Lou Andreas-Salomé und auf das ehemals an dieser Stelle stehende Haus „Loufried“

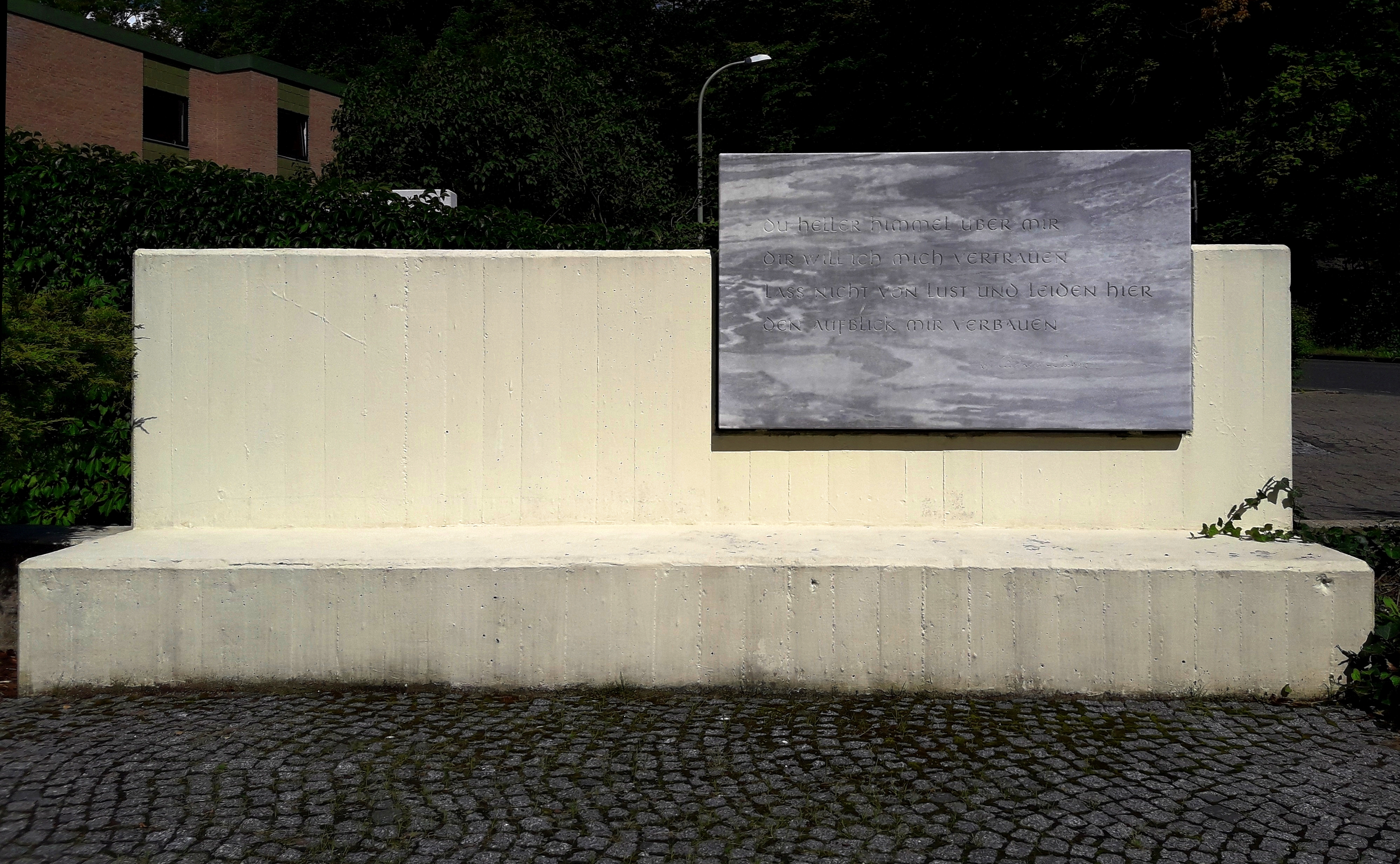
Göttingen, Denkmal für Lou Andreas-Salomé

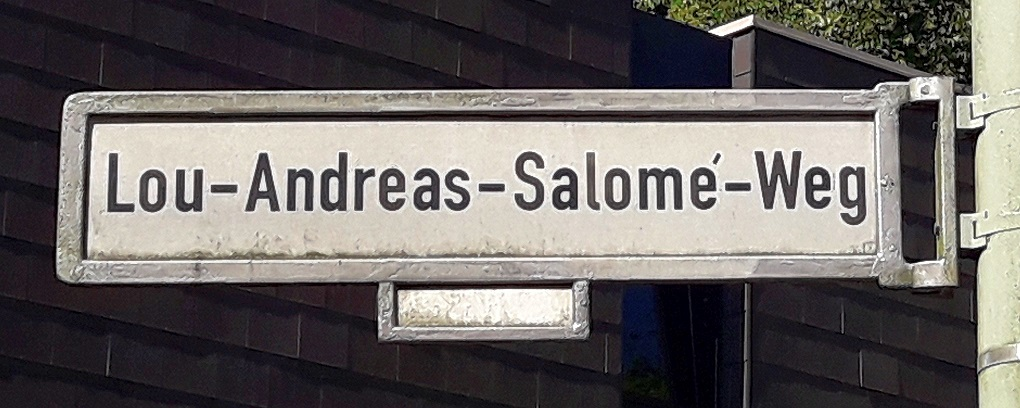
Göttingen, Lou-Andreas-Salomé-Weg

Lou Andreas-Salomés oft gerühmte persönliche Ausstrahlung, ihre Bildung und intellektuelle Beweglichkeit, die Freundschaft mit namhaften Zeitgenossen und ihre unkonventionelle Lebensführung sicherten ihr einen Platz in der deutschen Kulturgeschichte. Ihr Leben war und ist Gegenstand von Biographien, Romanliteratur, Musiktheater (der Oper Lou Salomé von Giuseppe Sinopoli (Libretto: Karl Dietrich Gräwe) zum Beispiel, die 1981 in München uraufgeführt wurde) und anderen Texten, in denen ihre Kontakte zu Berühmtheiten der Literatur- und Wissenschaftsgeschichte erörtert werden.
Verglichen damit fand ihr eigenes schriftstellerisches Werk seither wenig Beachtung – es verschwand hinter der außergewöhnlichen Geschichte ihres Lebens. Dabei hatte sie ja als renommierte Autorin an der Entwicklung der Positionen der Moderne um 1900 lebhaft mitgewirkt. In Romanen, Erzählungen, Essays, Theaterkritiken, Schriften über Ibsen, Nietzsche, Rilke und Freud, einer Autobiographie, zahlreichen Texten über Philosophie und Psychoanalyse, einem weitläufigen Briefwechsel beteiligte sie sich an den Diskussionen über grundlegende Fragen der Zeit – mit Beiträgen zur Lebensreformbewegung, zum Monismus, zur Emanzipation der Frauen, der Reformpädagogik, den Anfängen von Soziologie und Psychoanalyse. In ihren Romanen und Erzählungen behandelte sie Probleme moderner Frauen, die in einer traditionsverhafteten Umwelt eigene Wege zu beschreiten versuchen; trotz dieser Themenwahl und ihrer eigenen, für Frauen ihrer Zeit atypischen Lebensweise hielt sie Distanz zu den sozialen und politischen Zielen und Aktivitäten der Frauenbewegung ihrer Zeit. Erst in der zweiten Hälfte des 20. Jahrhunderts wurde der Großteil ihrer Arbeiten gesichtet und herausgegeben.
2015 produziert, ab 30. Juni 2016 in den Kinos, beschreibt der Spielfilm Lou Andreas-Salomé der Regisseurin Cordula Kablitz-Post ihr Leben; die Titelrolle spielte Katharina Lorenz.
2022 wurde sie von der Suchmaschine Google zum 161. Geburtstag mit einem Doodle geehrt.

## Persönliche Urteile
„Sie war ein ungewöhnlicher Mensch, das merkte man sofort. Sie hatte die Gabe, sich unmittelbar in die Gedankenwelt eines anderen zu versetzen … In meinem langen Leben habe ich nie wieder jemanden getroffen, der mich so schnell, so gut und so vollkommen verstand wie Lou. Sie hatte einen ungewöhnlich starken Willen und Freude daran, über Männer zu triumphieren. Zwar konnte sie entflammen, aber nur für Augenblicke und in einer seltsam kalten Leidenschaft. Sie hat mir weh getan, aber sie hat mir auch viel gegeben.“

„Sie ist ein energisches, unglaublich kluges Wesen … Ich halte bei Fräulein von Meysenbug Vorträge über mein Buch, was mich einigermaßen fördert, zumal auch die Russin zuhört, welche alles durch und durch hört, so dass sie in fast ärgerlicher Weise schon immer vorweg weiß, was kommt, und worauf es hinaus soll. Rom wäre nicht für Sie. Aber die Russin müssen Sie durchaus kennenlernen.“

„Lou ist scharfsinnig wie ein Adler und mutig wie ein Löwe … Nach Bayreuth kommt sie zu mir, und im Herbst siedeln wir zusammen nach Wien über. Wir werden in einem Hause wohnen und zusammen arbeiten; sie ist auf die erstaunlichste Weise gerade für meine Denk- und Gedankenweise vorbereitet. Lieber Freund, Sie erweisen uns beiden sicherlich die Ehre, den Begriff einer Liebschaft von unserem Verhältnis fernzuhalten. Wir sind Freunde und ich werde dieses Mädchen und dieses Vertrauen zu mir heilig halten. – Übrigens hat sie einen unglaublich sicheren und lauteren Charakter.“

„Diese dürre, schmutzige, übelriechende Äffin mit ihren falschen Brüsten – ein Verhängnis!“

„Warst mir die mütterlichste der Frauen,
 ein Freund warst Du, wie Männer sind,

ein Weib, so warst Du anzuschauen,
und öfter noch warst Du ein Kind.

Du warst das Zarteste, das mir begegnet,
das Härteste warst Du, damit ich rang.

Du warst das Hohe, das mich gesegnet –
und wurdest der Abgrund, der mich verschlang.“

„Die letzten 25 Lebensjahre dieser außerordentlichen Frau gehörten der Psychoanalyse an, zu der sie wertvolle wissenschaftliche Arbeiten beitrug und die sie auch praktisch ausübte. Ich sage nicht viel, wenn ich bekenne, dass wir es alle als eine Ehre empfanden, als sie in die Reihen unserer Mitarbeiter und Mitkämpfer eintrat … Meine Tochter [Anna], die mit ihr vertraut war, hat sie bedauern gehört, dass sie die Psychoanalyse nicht in ihrer Jugend kennengelernt hatte. Freilich gab es damals noch keine …“

„Es ist weder Schwäche noch Minderwertigkeit des Erotischen, wenn es seiner Art nach auf gespanntem Fuß mit der Treue steht, vielmehr bedeutet es an ihm das Abzeichen seines Aufstiegs zu noch weiteren Zusammenhängen.“

„Ich bin Erinnerungen treu für immer: Menschen werde ich es niemals sein.“

„Wir wollen doch sehn, ob nicht die allermeisten sogenannten 'unübersteiglichen Schranken' die die Welt zieht, sich als harmlose Kreidestriche herausstellen!“

## Werke

### Publikationen zu Lebzeiten
Neben zahlreichen Aufsätzen und Essays, die nach Salomés Tod gesammelt veröffentlicht wurden, publizierte die Autorin zu Lebzeiten folgende Texte:
- Lou Andreas Salomé: Im Kampf um Gott. Friedrich, Leipzig / Berlin 1885 (Erschien unter dem Pseudonym Henri Lou). (Digitalisat)
- Lou Andreas Salomé: Henrik Ibsen's Frauen-Gestalten nach seinen sechs Familien-Dramen. Ein Puppenheim, Gespenster, die Wildente, Rosmersholm, die Frau vom Meere, Hedda Gabler. Bloch, Berlin 1892. (Digitalisat)
- Lou Andreas Salomé: Friedrich Nietzsche in seinen Werken. Mit 2 Bildern und 3 facsimilirten Briefen Nietzsches. Konegen, Wien 1894. (Digitalisat)
- Lou Andreas Salomé: Ruth. Erzählung. J. G. Cotta, Stuttgart 1895. (Digitalisat, Neuauflage 2016, ISBN 978-3-86199-032-1)
- Lou Andreas Salomé: Aus fremder Seele. Eine Spätherbstgeschichte. J. G. Cotta, Stuttgart 1896. (Digitalisat, Neuauflage 2016, ISBN 978-3-86199-068-0)
- Lou Andreas Salomé: Fenitschka. Zwei Erzählungen. J. G. Cotta, Stuttgart 1898 (Digitalisat und Volltext im Deutschen Textarchiv, Neuauflage 2016, ISBN 978-3-86199-028-4). Spätere Ausgaben verwenden den Untertitel „Eine Ausschweifung“.
- Lou Andreas Salomé: Menschenkinder. Novellencyklus. J. G. Cotta, Stuttgart 1899. (Digitalisat)
- Lou Andreas Salomé: Der heimliche Weg. Drei Scenen aus einem Ehedrama. 1900.
- Lou Andreas Salomé: Ma. Ein Porträt. J. G. Cotta, Stuttgart 1901. (Digitalisat)
- Lou Andreas Salomé: Im Zwischenland. 5 Geschichten aus dem Seelenleben halbwüchsiger Mädchen. J. G. Cotta, Stuttgart 1902.
- Lou Andreas Salomé: Die Erotik. Rütten & Loening, Frankfurt am Main 1910 (Digitalisat und Volltext im Deutschen Textarchiv).
- Lou Andreas Salomé: Drei Briefe an einen Knaben. Wolff, Leipzig 1917. (Neuauflage 2019 ISBN 978-3-8478-3383-3)
- Lou Andreas Salomé: Narzißmus als Doppelrichtung. In: Sigmund Freud (Hrsg.): Imago. Zeitschrift für Anwendung der Psychoanalyse auf die Geisteswissenschaften. Band 7. Internationaler Psychoanalytischer Verlag, Leipzig / Wien 1921, S. 361–386. (Neuauflage 2021 ISBN 978-3-7437-3900-0)
- Lou Andreas Salomé: Das Haus. Eine Familiengeschichte vom Ende des vorigen Jahrhunderts. Ullstein, Berlin 1921. (Neuauflage 2016 ISBN 978-3-86199-066-6)
- Lou Andreas Salomé: Die Stunde ohne Gott und andere Kindergeschichten. Diederichs, Jena 1922. (Digitalisat)
- Lou Andreas Salomé: Der Teufel und seine Großmutter. Traumspiel. Diederichs, Jena 1922, urn:nbn:de:hbz:061:1-3785.
- Lou Andreas Salomé: Rodinka. Eine russische Erinnerung. Diederichs, Jena 1923.
- Lou Andreas Salomé: Rainer Maria Rilke. Insel, Leipzig 1928. (Neuauflage 2016 ISBN 978-3-86199-026-0)
- Lou Andreas Salomé: Mein Dank an Freud. Offener Brief an Professor Sigmund Freud zu seinem 75. Geburtstag. Internationaler Psychoanalytischer Verlag, Wien 1931. (Digitalisat, Neuauflage 2017 ISBN 978-3-7437-1864-7)

### Publikationen aus dem Nachlass
- Lou Andreas Salomé: Lebensrückblick. Grundriß einiger Lebenserinnerungen. Aus dem Nachlass herausgegeben. Hrsg.: Ernst Pfeiffer. Niehans, Insel, Zürich / Wiesbaden 1951. (Neuauflage 2016 ISBN 978-3-86199-024-6)
- Lou Andreas Salomé, Rainer Maria Rilke: Briefwechsel.1897-1926. Mit Erläuterungen und einem Nachwort herausgegeben. Hrsg.: Ernst Pfeiffer. Niehans, Insel, Zürich / Wiesbaden 1952.
- Lou Andreas Salomé, Sigmund Freud: Briefwechsel. Hrsg.: Ernst Pfeiffer. Fischer, Frankfurt am Main 1966.
- Lou Andreas Salomé, Friedrich Nietzsche, Paul Rée: Friedrich Nietzsche, Paul Rée, Lou von Salomé. Die Dokumente ihrer Begegnung auf der Grundlage der einstigen Zusammenarbeit mit Karl Schlechta und Erhart Thierbach. Hrsg.: Ernst Pfeiffer. Insel, Frankfurt am Main 1970.
- Lou Andreas-Salomé: Amor. Drei Dichtungen. Aus dem Nachlaß herausgegeben. Hrsg.: Ernst Pfeiffer. Insel, Frankfurt am Main 1981.
- Lou Andreas-Salomé, Anna Freud: „... als käm ich heim zu Vater und Schwester“. Lou Andreas-Salomé - Anna Freud, Briefwechsel 1919-1937. Hrsg.: Daria A. Rothe, Inge Weber. Wallstein, Göttingen 2001, ISBN 3-89244-213-4.
- Sandra Richter: Den neuen Glauben dichten. Louise von Salomés unbekannte Briefe an Friedrich Theodor Vischer (1880 und 1881). Mit einem Abdruck der Originaltexte. In: Euphorion. Band 104, 2010, ISSN 0531-2167, S. 17–42.
- Lou Andreas Salomé: Der Gott. Aus dem Nachlass herausgegeben, kommentiert und mit einem Nachwort versehen. Hrsg.: Hans-Rüdiger Schwab. Ungekürzte Ausgabe des bislang unpublizierten Typoskripts von 1909/10 Auflage. MedienEdition Welsch, Taching am See 2016, ISBN 978-3-937211-38-1.
- Lou Andreas Salomé: In der Schule bei Freud. Tagebuch eines Jahres 1912/13. Neu aus dem Nachlass herausgegeben, kommentiert und mit einem Nachwort versehen. Hrsg.: Manfred Klemann. MedienEdition Welsch, Taching am See 2017, ISBN 978-3-937211-50-3.
- Lou Andreas Salomé: Jutta. Erzählung. Aus dem Nachlass herausgegeben, kommentiert und mit einem Nachwort versehen. Hrsg.: Romana Weiershausen. Ungekürzte Ausgabe des bislang unpublizierten Typoskripts von 1933 Auflage. MedienEdition Welsch, Taching am See 2020, ISBN 978-3-937211-35-0.
- Arthur Schnitzler: Korrespondenz mit Lou Andreas-Salomé. In: Martin Anton Müller, Gerd-Hermann Susen, Laura Untner (Hrsg.): Arthur Schnitzler – Briefwechsel mit Autorinnen und Autoren. (oeaw.ac.at [abgerufen am 22. April 2021]).
- Gerd-Hermann Susen (Hrsg.): Wilhelm Bölsche. Briefwechsel mit Autoren der Freien Bühne. Weidler Buchverlag, Berlin 2010, S. 367–497.
- Lou Andreas Salomé: Russische Texte. Aus der Zeitschrift Sewerny Westnik. MedienEdition Welsch, Taching am See 2020, ISBN 978-3-937211-65-7.

### Übersetzungen
Zu den Übersetzungen siehe: andreas-salome.de
- Lou Andreas Salomé: Le diable et sa grand-mère. Traduction, annotation et postface. Éditions Ens Rue d’Ulm, Paris 2006 (französisch, deutsch: Der Teufel und seine Großmutter. Jena / Leipzig 1922. Übersetzt von Pascale Hummel).
- Lou Andreas Salomé: L’heure sans Dieu et autres histoires pour enfants. Traduction, annotation et postface. Éditions Ens Rue d’Ulm, Paris 2005 (französisch, deutsch: Die Stunde ohne Gott und andere Kindergeschichten. Jena 1922. Übersetzt von Pascale Hummel).

## Rezeption

### Biografien
- Dorian Astor: Lou Andreas-Salomé (= Folio Biographies. Band 48). Gallimard, Paris 2008, ISBN 978-2-07-033918-1.
- Lou Andreas-Salomé. In: Britta Benert, Romana Weiershausen (Hrsg.): Lou Andreas-Salomé: Zwischenwege in der Moderne. Sur les chemins de traverse de la modernité. MedienEdition Welsch, Taching am See 2019, ISBN 978-3-937211-82-4.
- Kerstin Decker: Lou Andreas-Salomé. Der bittersüße Funke Ich. 3. Auflage. Propyläen-Verlag, Berlin 2011, ISBN 978-3-549-07384-1.
- Christina Deimel: Lou Andreas-Salomé – Die Dichterin der Psychoanalyse. In: Sibylle Volkmann-Raue, Helmut E. Lück (Hrsg.): Bedeutende Psychologinnen. Biographien und Schriften (= Beltz Taschenbuch. Band 136). Beltz, Weinheim 2002, ISBN 3-407-22136-3, S. 13–29.
- H. F. Peters: Lou. Das Leben der Lou Andreas-Salomé. Kindler Verlag, München 1964 (englisch: My Sister, My Spouse. New York 1962.).
- Irmgard Hülsemann: Lou. Das Leben der Lou Andreas-Salomé. Claassen, München 1998, ISBN 3-546-00152-4.
- Cordula Koepcke: Lou Andreas-Salomé. Leben, Persönlichkeit, Werk. Eine Biographie (= Insel-Taschenbuch. Band 905). Insel-Verlag, Frankfurt am Main 1986, ISBN 3-458-32605-7.
- Stéphane Michaud: Lou Andreas-Salomé. L’alliée de la vie. Seuil, Paris 2000, ISBN 2-02-023087-9 (französisch).
- Werner Ross: Lou Andreas-Salomé. Weggefährtin von Nietzsche, Rilke, Freud (= CORSO bei Siedler). Siedler, Berlin 1997, ISBN 3-88680-432-1.
- Linde Salber: Lou Andreas-Salomé. Biographie. Mit Selbstzeugnissen und Bilddokumenten dargestellt (= Rowohlts Monographien. Band 463). Rowohlt, Reinbek bei Hamburg 1990, ISBN 3-499-50463-4.
- Ursula Welsch, Dorothee Pfeiffer: Lou Andreas-Salomé. Eine Bildbiographie. Reclam, Leipzig / Stuttgart 2006, ISBN 3-379-00877-X.
- Christiane Wieder: Die Psychoanalytikerin Lou Andreas-Salomé. Ihr Werk im Spannungsfeld zwischen Sigmund Freud und Rainer Maria Rilke. Vandenhoeck & Ruprecht, Göttingen 2011, ISBN 978-3-525-40171-2.
- Michaela Wiesner-Bangard, Ursula Welsch: Lou Andreas-Salomé. „Wie ich dich liebe, Rätselleben …“. Eine Biographie (= Reclam-Bibliothek. Band 20039). Reclam, Leipzig 2002, ISBN 3-379-20039-5.
- Wilhelm Szewczyk: Marnotrawstwo serca czyli Lou Andreas Salomé. Wydawnictwo Śląsk, Katowice 1980, ISBN 83-216-0037-9 (polnisch).
- Carola L. Gottzmann, Petra Hörner: Lou Andreas-Salomé. In: Lexikon der deutschsprachigen Literatur des Baltikums und St. Petersburgs. Vom Mittelalter bis zur Gegenwart. Band 1: A–G. Verlag Walter de Gruyter, Berlin 2007, ISBN 978-3-11-019338-1, S. 141–144.
- Elisabeth Heimpel: Andreas-Salomé, Lou. In: Neue Deutsche Biographie (NDB). Band 1, Duncker & Humblot, Berlin 1953, ISBN 3-428-00182-6, S. 284 f. (Digitalisat).

### Monografien
- Elisabeth Förster-Nietzsche: Friedrich Nietzsche et les femmes de son temps. Traduction, annotation et postface par Pascale Hummel (1935). Michel de Maule, Paris 2007, ISBN 978-2-87623-202-0 (französisch).
- Bernd Oei: Nietzsche unter deutschen Literaten. Deutscher Wissenschafts-Verlag, Baden-Baden 2008, ISBN 978-3-935176-88-0.
- Cornelia Pechota Vuilleumier: „O Vater, laß uns ziehn!“ Literarische Vater-Töchter um 1900. Gabriele Reuter, Hedwig Dohm, Lou Andreas-Salomé (= Haskala. Band 30). Olms, Hildesheim 2005, ISBN 3-487-12873-X (zugleich: Lausanne, Univ., Diss., 2003).
- Cornelia Pechota Vuilleumier: Heim und Unheimlichkeit bei Rainer Maria Rilke und Lou Andreas-Salomé. Literarische Wechselwirkungen (= Germanistische Texte und Studien. Band 85). Olms, Hildesheim 2010, ISBN 978-3-487-14252-4.
- Ursula Renner-Henke: Nicht nur Wissen, sondern ein Stück Leben. In: Barbara Hahn (Hrsg.): Frauen in den Kulturwissenschaften. Von Lou Andreas-Salomé bis Hannah Arendt (= Beck’sche Reihe. Band 1043). Beck, München 1994, ISBN 3-406-37433-6, S. 26–43.
- Heide Rohse: „Sieh, ich bin mal so.“ Die Schriftstellerin Lou Andreas-Salomé zwischen Literatur und Psychoanalyse. In: Hermann Staats, Reinhard Kreische, Günter Reich (Hrsg.): Innere Welt und Beziehungsgestaltung. Göttinger Beiträge zu Anwendungen der Psychoanalyse. Vandenhoeck & Ruprecht, Göttingen 2004, ISBN 3-525-49084-4, S. 142–168. – Wiederabdruck in: Heide Rohse: Verborgenes Leid und Empathie. Psychoanalye in Literatur, Theologie und therapeutischer Praxis. Gesammelte Studien. Hrsg. von Eberhard Rohse. Vandenhoeck & Ruprecht, Göttingen 2023, ISBN 978-3-525-40815-5, S. 209–233.
- Hans Rüdiger Schwab: Lou Andreas-Salomé. Ichgeburt in der Weltfremde. In: Schweizer Monatshefte. Zeitschrift für Politik Wirtschaft Kultur. Nr. 951. SMH Verlag, Zürich Februar 2007, S. 57 ff. (schweizermonat.ch [abgerufen am 10. Juni 2021]).
- Gunna Wendt: Lou Andreas-Salomé und Rilke – eine amour fou (= Insel-Taschenbuch. Band 3652). Insel-Verlag, Berlin 2010, ISBN 978-3-458-35352-2.

### Aufsätze
- Ludger Lüdkehaus: «Was Gott verspricht, das muß das Leben halten.». Ein Porträt zum 150. Geburtstag. In: Die Zeit. 3. Februar 2011, S. 20.
- Cornelia Pechota: Lou Andreas-Salomé: Pionierin der Moderne. Werk und Leben von Rilkes Reisegefährtin. In: Dirk Kemper, Ulrich von Bülow, Jurij Lileev (Hrsg.): Kulturtransfer um 1900. Rilke und Russland (= Schriftenreihe des Instituts für russisch-deutsche Literatur- und Kulturbeziehungen. Band 20). Wilhelm Fink, Paderborn 2020, S. 47–74.
- Cornelia Pechota: Lou Andreas-Salomé zwischen Königsberg und Kaliningrad. Eine biografische Erfahrung im historischen Zusammenhang. In: Kultursoziologie. Band 1, Nr. 14, S. 56–66.
- Hans-Rüdiger Schwab: „Zu meinem Gedächtnis“. Nietzsche und Lou Andreas-Salomes „Gebet an das Leben“. In: Christian Benne, Claus Zittel (Hrsg.): Nietzsche und die Lyrik. Ein Kompendium. J.B. Metzler Verlag, Stuttgart 2017, S. 479–491.
- Gerd-Hermann Susen: Dichtung und Wahrheit. Lou Andreas-Salomés literarische Anfänge im Spiegel der überlieferten Korrespondenz. Mit Abdruck ihrer Briefe an Hulda und Arne Garborg. In: text & kontext. Band 34, 2012, S. 63–96.
- Wolffgang Gresky: Dichter-Notizen über „Andreas-Salomé“. In: Göttinger Monatsblätter (Beilage zum Göttinger Tageblatt), 2. Jahrgang, Ausgabe 17 von Juli 1975, S. 12–13.
- Ernst Pfeiffer: Hexe vom Hainberg? – Vier Lebensbilder der Dichterin Lou Andreas Salomé. In: Göttinger Monatsblätter (Beilage zum Göttinger Tageblatt), 5. Jahrgang, Ausgabe 54 von August 1978, S. 12 f.

### Spielfilm
- 2016: Lou Andreas-Salomé von Cordula Kablitz-Post.[24]

### Hörbücher
- Ruth, WDR 5 (23 Folgen)[25]